# 鲍里斯·基德里奇
鲍里斯·基德里奇（1912年4月10日—1953年4月11日），斯洛文尼亚族，是南斯拉夫的党和国家领导人，南斯拉夫共产主义者联盟中央执行委员会委员、中央执行委员会书记，斯洛文尼亚社会主义共和国总理，南斯拉夫社会主义联邦共和国工业部长、国家计划委员会主席、联邦经济委员会主席。建国后一直是国家经济建设的主要战略家和规划者，后来南斯拉夫的“工人自治”制度，就是由他构想提出的。

## 生平
1912年，出生于奥地利维也纳的教授家庭
1928年，入团，入党。
1929年，以非法从事共产主义活动的罪名被逮捕判刑。
1931年，出狱后，参与筹建斯洛文尼亚共产党。
1934年，在卢布尔雅那参与南共德拉瓦河省委第四次会议，发表《关于斯洛文尼亚的工人运动》、《在工会工作的共产党人》的报告，任南共德拉瓦河省委委员。12月，参与在卢布尔雅那召开的南共第四次全国代表会议，为南共中央委员会候补委员。
1935年，任南斯拉夫共产主义青年团临时中央书记。6月，参加了南斯拉夫共产党国内中央委员会斯普利特会议，发表关于共青团问题的发言。9月，南斯拉夫共产主义青年团第四次代表大会，任南斯拉夫共青团中央委员会书记。10月，赴莫斯科参加青年共产国际第六次代表大会。
1935年，按照莫斯科的指示，前往维也纳，负责相关工作。
1936年，流亡捷克斯洛伐克布拉格，
1937年，移居法国巴黎，建立南共法国总部。
1939年，返回南斯拉夫，立即遭到数月的关押。
1940年，组建对苏友好协会。10月，南共第五次全国代表会议，发表《关于宣传和鼓动工作》的报告，任南共中央委员。
1941年，组织成立斯洛文尼亚人民解放阵线，任斯洛文尼亚人民解放阵线执行委员会政治书记。6月，任斯洛文尼亚人民解放军和游击队总司令部第一政治委员。
1943年，为斯洛文尼亚代表团团长，参加了11月在亚伊策召开的南斯拉夫反法西斯人民解放委员会第二次会议，在亚伊策会议上当选为南斯拉夫反法西斯人民解放委员会主席团委员。
1944年，再次任斯洛文尼亚人民解放军和游击队总部政委。
1945年，任斯洛文尼亚人民共和国第一届总理。
1946年，先后任南斯拉夫工业部长、国家计划委员会主席、联邦经济委员会主席。
1947年，负责执行南斯拉夫第一个五年计划，贯彻经济国有化和国家工业化的方针。
1948年，南共五大，为南共中央委员、中央政治局委员。
1952年，南共六大，为南共中央执行委员会委员、中央执行委员会书记、中央书记处成员。
1953年，因白血病逝世。

## 作品
- 《关于国家经济企业的基本规律》
- 《关于私人经济企业国有化的问题》
- 《论预算的基本法则》
- 《南斯拉夫联邦人民共和国的经济问题》
- 《论区域经济的经济学》
- 《新财政和计划制度》
- 《关于新经济规律的草案》
- 《关于新经济体制的一些理论问题》